# Protoliza
Protoliza – reakcja chemiczna polegająca na przeniesieniu jonu wodorowego H+ między substancjami reagującymi. Termin ten nie jest zalecany, gdyż człon "liza" mylnie sugeruje reakcję rozkładu przez jony wodorowe (tak jak np. hydroliza, fotoliza).